# Крупник, Игорь Ильич
И́горь Ильи́ч Кру́пник (род. 1951, Ростов-на-Дону, РСФСР, СССР) — советский, российский и американский этнограф, историк, антрополог; специалист по национальным меньшинствам и северным народностям. Еврейский общественный деятель.
Ведущий антрополог Центра арктических исследований Смитсоновского института (c 1991), заведующий отделом антропологии.
Ведущий научный сотрудник Центра традиционной культуры природопользования Российского научно-исследовательского института культурного и природного наследия имени Д. С. Лихачёва.
Доктор биологических наук (1990), кандидат исторических наук (1977).

## Биография
В 1973 году окончил Московский государственный университет имени М. В. Ломоносова.
В 1976—1991 годах — сотрудник Института этнографии АН СССР имени Н. Н. Миклухо-Маклая. Проводил полевые этнографические исследования народов Сибири, Арктики, Закавказья, Дальнего Востока.
В 1977 году защитил диссертацию на соискание учёной степени кандидата исторических наук по теме «Факторы устойчивости и развития традиционного хозяйства народов Севера: К методике изучения этноэкологических систем».
Учёный секретарь комиссии этнографии Московского филиала Всесоюзного географического общества.
В конце 1970-х — начале 1980-х годов изучал древние поселения эскимосов.
В 1990 году защитил диссертацию на соискание учёной степени доктора биологических наук по теме «Модели традиционного природопользования морских охотников и оленеводов Северной Евразии: (реконструкция, анализ, историческая динамика)».
С 1991 года — ведущий антрополог Центра арктических исследований Смитсоновского института. Одновременно — ведущий научный сотрудник Центра традиционной культуры природопользования Российского научно-исследовательского института культурного и природного наследия имени Д. С. Лихачёва (Института Наследия).
Преподаёт в университетах США.

### Семья
- Отец — Илья Наумович Крупник (1925—2023), писатель.

## Научная деятельность
Специалист по национальным меньшинствам, в первую очередь северным.
Предложил выделять в истории оленеводства три стадии: мобильных охотников-рыболовов с транспортным вспомогательным оленеводством; кочевых охотников с крупностадным транспортным оленеводством; высокоспециализированных кочевников-оленеводов.
Один из проектов Игоря Крупника в Центре арктических исследований, «Сику» (по-эскимосски лёд), относится к этнолингвистике и связан с разными названиями состояний льда в эскимосско-алеутских языках, которых в разных диалектах набралось больше ста.
Деятельность Игоря Крупника в Институте этнографии АН СССР в советское время выходила за рамки научной — в общественную и, дальше, в диссидентскую. Искандер Измайлов так писал об этой стороне жизни Крупника:
Самым настоящим диссидентом был Игорь Крупник, в конце концов уехавший из страны, но в те годы он будировал общественность различными мероприятиями, прямо не запрещёнными, но подпадавшими под негласный запрет. Так, он в Московском филиале Всесоюзного географического общества (при АН СССР) организовал несколько семинаров, в т. ч. и по крымчакам и крымским татарам, куда пригласил и Д. Исхакова, сделавшего выступление на этом семинаре о татарах казанских.

## Еврейская общественная и научная деятельность
На рубеже 1970-х — 1980-х наряду с Михаилом Членовым, Наталией Юхнёвой и некоторыми другими советскими учёными-этнографами стал одним из наиболее активных сторонников возрождения советской иудаики и фактическим еврейским общественным деятелем в условиях невыраженного государственного антисемитизма.
Один из основателей в 1981 году Еврейской историко-этнографической комиссии (ЕИЭК). В 1981—1987 годах был учёным секретарём ЕИЭК.
Наталия Юхнёва вспоминала о встрече с Игорем Крупником в 1984 году:
…В Москве я встретилась с Игорем Ильичом Крупником. В нашем институте он занимался этнографией народов Севера. Кроме того, возглавлял этнографическую комиссию в московском филиале Географического общества, организовал там интересные циклы докладов, среди них были и доклады по иудаике: Географическое общество давало для этого известные возможности, в нём сохранялся более или менее свободный дух и стиль. Игорь сидел за машинкой в пустой комнате своего отдела и печатал статью о лахлухах (курдистанских евреях), написанную им совместно с М. Куповецким, который был тогда аспирантом нашего института. Я попросила посмотреть.

— Вам интересно? <…> Смотрите, — говорил Игорь, — тут что ни фраза, то слово евреи. Вот редактор-то испугается!

Статья появилась на страницах журнала «Советская этнография» только через четыре года — во втором номере за 1988 г.
Автор серии статей об истории этнографического изучения российских евреев, о еврейских музейных и архивных фондах. Идентифицировал еврейские коллекции Государственного музея этнографии народов СССР как часть считавшегося утраченным собрания этнографической экспедиции Семёна Ан-ского.
Содействовал публикации статей по истории, этнографии, культуре российского еврейства. Организатор и председатель первой после долгого перерыва еврейской конференции в Москве в 1989 году «Исторические судьбы евреев в России и СССР: начало диалога».